# Singen
Singen (Hohentwiel) är en stad i Landkreis Konstanz i regionen Schwarzwald-Baar-Heuberg i Regierungsbezirk Freiburg i förbundslandet Baden-Württemberg i Tyskland.
Staden ingår i kommunalförbundet Singen (Hohentwiel) tillsammans med kommunerna Rielasingen-Worblingen, Steißlingen och Volkertshausen.